# Radzanowo (gmina)
Radzanowo (daw. gmina Rogozino) – gmina wiejska w Polsce położona w województwie mazowieckim, w powiecie płockim. W latach 1975–1998 gmina należała administracyjnie do województwa płockiego.
Siedziba gminy to Radzanowo.
Według danych z 31 grudnia 2012 gminę zamieszkiwało 7980 osób.

## Struktura powierzchni
Według danych z roku 2002 gmina Radzanowo ma obszar 104,32 km², w tym:
- użytki rolne: 91%
- użytki leśne: 2%

Gmina stanowi 5,8% powierzchni powiatu.

## Demografia

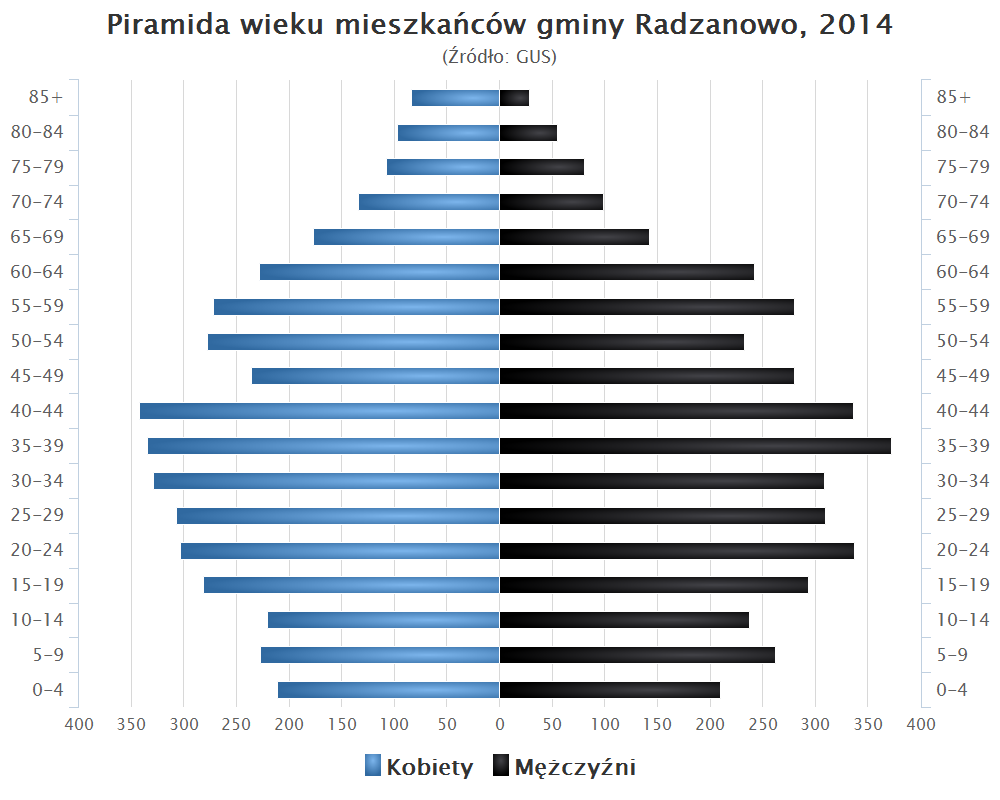
Piramida wieku mieszkańców gminy Radzanowo w 2014 roku

Dane z 30 czerwca 2004:
| Opis                              | Ogółem | Ogółem | Kobiety | Kobiety | Mężczyźni | Mężczyźni |
| --------------------------------- | ------ | ------ | ------- | ------- | --------- | --------- |
| jednostka                         | osób   | %      | osób    | %       | osób      | %         |
| populacja                         | 7168   | 100    | 3683    | 51,4    | 3485      | 48,6      |
| gęstość zaludnienia (mieszk./km²) | 68,7   | 68,7   | 35,3    | 35,3    | 33,4      | 33,4      |

## Pełny wykaz miejscowości w administracji gminy Radzanowo
| Miejscowości podstawowe i ich integralne części | Miejscowości podstawowe i ich integralne części | Miejscowości podstawowe i ich integralne części | Miejscowości podstawowe i ich integralne części |
| Miejscowość | Rodzaj miejscowości                             | Miejscowość podstawowa                          | Simc                                            |
| --- | ----------------------------------------------- | ----------------------------------------------- | ----------------------------------------------- |
| Białkowo | wieś                                            |                                                 | 0573434                                         |
| Brochocin | wieś                                            |                                                 | 0573440                                         |
| Brochocinek | wieś                                            |                                                 | 0573470                                         |
| Chełstowo | wieś                                            |                                                 | 0573492                                         |
| Chomętowo | wieś                                            |                                                 | 0573500                                         |
| Ciółkowo | wieś                                            |                                                 | 0573517                                         |
| Ciółkówko | wieś                                            |                                                 | 0573530                                         |
| Czerniewo | wieś                                            |                                                 | 0573552                                         |
| Dźwierzno | wieś                                            |                                                 | 0573575                                         |
| Juryszewo | wieś                                            |                                                 | 0573606                                         |
| Kosino | wieś                                            |                                                 | 0573641                                         |
| Kostrogaj | wieś                                            |                                                 | 0573687                                         |
| Łoniewo | wieś                                            |                                                 | 0573693                                         |
| Męczenino | wieś                                            |                                                 | 0573718                                         |
| Nowe Boryszewo | wieś                                            |                                                 | 0573747                                         |
| Radzanowo | wieś                                            |                                                 | 0573753                                         |
| Radzanowo-Dębniki | wieś                                            |                                                 | 0573760                                         |
| Radzanowo-Lasocin | wieś                                            |                                                 | 0573782                                         |
| Rogozino | wieś                                            |                                                 | 0573807                                         |
| Stare Boryszewo | wieś                                            |                                                 | 0573859                                         |
| Stróżewko | wieś                                            |                                                 | 0573865                                         |
| Szczytno | wieś                                            |                                                 | 0573871                                         |
| Ślepkowo Królewskie | wieś                                            |                                                 | 0573902                                         |
| Ślepkowo Szlacheckie | wieś                                            |                                                 | 0573919                                         |
| Śniegocin | wieś                                            |                                                 | 0573948                                         |
| Trębin | wieś                                            |                                                 | 0573954                                         |
| Wodzymin | wieś                                            |                                                 | 0573960                                         |
| Woźniki | wieś                                            |                                                 | 0573977                                         |
| Woźniki-Paklewy | wieś                                            |                                                 | 0574020                                         |
| Wólka | wieś                                            |                                                 | 0574037                                         |
| Krzywosy | część wsi                                       | Brochocin                                       | 0573457                                         |
| Ośrodek | część wsi                                       | Brochocin                                       | 0573463                                         |
| Otolino | część wsi                                       | Brochocinek                                     | 0573486                                         |
| Ciółkowo Szlacheckie | część wsi                                       | Ciółkowo                                        | 0573523                                         |
| Parcele | część wsi                                       | Ciółkówko                                       | 0573546                                         |
| Majdany | część wsi                                       | Czerniewo                                       | 0573569                                         |
| Działkowicze | część wsi                                       | Dźwierzno                                       | 0573581                                         |
| Stara Wieś | część wsi                                       | Dźwierzno                                       | 0573598                                         |
| Glinno | część wsi                                       | Juryszewo                                       | 0573612                                         |
| Gojki | część wsi                                       | Juryszewo                                       | 0573629                                         |
| Pasieka | część wsi                                       | Juryszewo                                       | 0573635                                         |
| Lewin | część wsi                                       | Kosino                                          | 0573658                                         |
| Parcele | część wsi                                       | Kosino                                          | 0573664                                         |
| Pieńki | część wsi                                       | Kosino                                          | 0573670                                         |
| Kresy | część wsi                                       | Łoniewo                                         | 0573701                                         |
| Męczeninek | część wsi                                       | Męczenino                                       | 0573724                                         |
| Nowa Wieś-Działkowicze | część wsi                                       | Męczenino                                       | 0573730                                         |
| Begno | część wsi                                       | Radzanowo                                       | 1060139                                         |
| Kaczorowiec | część wsi                                       | Radzanowo                                       | 1060151                                         |
| Parcele | część wsi                                       | Radzanowo                                       | 1060168                                         |
| Probostwo | część wsi                                       | Radzanowo                                       | 1060174                                         |
| Sobota | część wsi                                       | Radzanowo                                       | 1060197                                         |
| Stare Radzanowo | część wsi                                       | Radzanowo                                       | 1060205                                         |
| Radzanowo-Dąbrowa | część wsi                                       | Radzanowo-Dębniki                               | 0573776                                         |
| Parcele | część wsi                                       | Radzanowo-Lasocin                               | 0573799                                         |
| Parcele Górki | część wsi                                       | Rogozino                                        | 0573813                                         |
| Rogozinko | część wsi                                       | Rogozino                                        | 0573820                                         |
| Rogozino Królewskie | część wsi                                       | Rogozino                                        | 0573836                                         |
| Włościany | część wsi                                       | Rogozino                                        | 0573842                                         |
| Działki | część wsi                                       | Szczytno                                        | 0573888                                         |
| Szczytno-Kolonia | część wsi                                       | Szczytno                                        | 0573894                                         |
| Nowa wieś | część wsi                                       | Ślepkowo Szlacheckie                            | 0573925                                         |
| Włościany | część wsi                                       | Ślepkowo Szlacheckie                            | 0573931                                         |
| Brzeziny | część wsi                                       | Woźniki                                         | 0573983                                         |
| Budy | część wsi                                       | Woźniki                                         | 0573990                                         |
| Woźniki Kościelne | część wsi                                       | Woźniki                                         | 0574014                                         |
| Woźniki-Dąbiny | część wsi                                       | Woźniki                                         | 0574008                                         |
| Nowa Wólka | część wsi                                       | Wólka                                           | 0574043                                         |
| Stara Wólka | część wsi                                       | Wólka                                           | 0574050                                         |
| Źródło: Państwowy Rejestr Nazw Geograficznych – miejscowości – format XLSX, Dane z państwowego rejestru nazw geograficznych – PRNG, Główny Urząd Geodezji i Kartografii, 1 stycznia 2025 |                                                 |                                                 |                                                 |

## Sołectwa
Białkowo, Brochocin, Brochocinek, Chełstowo, Chomętowo, Ciółkowo, Ciółkówko, Czerniewo, Dźwierzno, Juryszewo, Kosino, Kostrogaj, Łoniewo, Męczenino, Nowe Boryszewo, Radzanowo, Radzanowo-Dębniki, Radzanowo-Lasocin, Rogozino, Stare Boryszewo, Stróżewko, Szczytno, Ślepkowo Królewskie, Ślepkowo Szlacheckie, Śniegocin, Trębin, Wodzymin, Woźniki, Woźniki-Paklewy, Wólka.

## Sąsiednie gminy
Bielsk, Bodzanów, Bulkowo, Płock, Słupno, Stara Biała, Staroźreby